# Alajõe kommun
Alajõe kommun (estniska: Alajõe vald) var en tidigare kommun i landskapet Ida-Virumaa i den nordöstra Estland. Kommunen låg cirka 160 kilometer öster om huvudstaden Tallinn. Byn Alajõe utgjorde kommunens centralort.
Kommunen uppgick den 24 oktober 2017 i den då nybildade Alutaguse kommun.

## Geografi
Alajõe kommun låg vid norra stranden av sjön Peipus. Bebyggelsen i kommunen låg samlad utefter stranden av sjön. I norr gränsade kommunen till dåvarande Iisaku kommun respektive Illuka kommun. I öster utgjorde floden Narva, sjön Peipus utflöde, en naturlig gräns mot grannlandet Ryssland.

### Karta

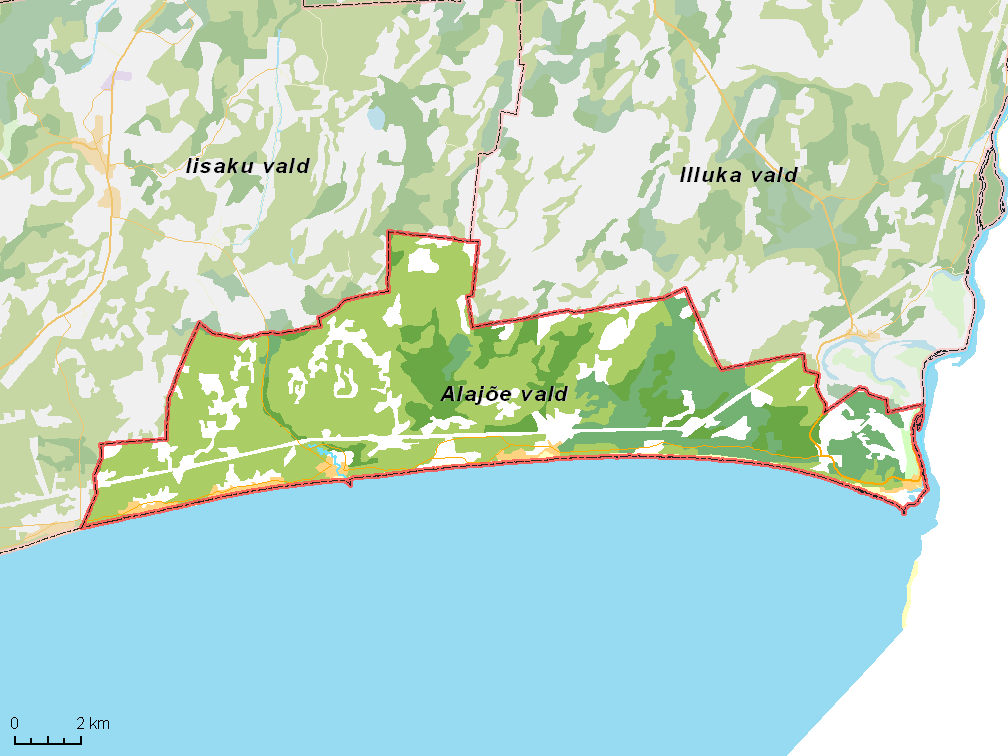
Översiktlig karta över den dåvarande kommunen.

### Klimat
Trakten ingår i den hemiboreala klimatzonen. Årsmedeltemperaturen i trakten är 5 °C. Den varmaste månaden är augusti, då medeltemperaturen är 18 °C, och den kallaste är januari, med −8 °C.

## Orter
I Alajõe kommun fanns sju byar, samtliga belägna vid stranden av sjön Peipus.

### Byar
- Alajõe
- Karjamaa
- Katase
- Remniku
- Smolnitsa
- Uusküla
- Vasknarva

## Galleri

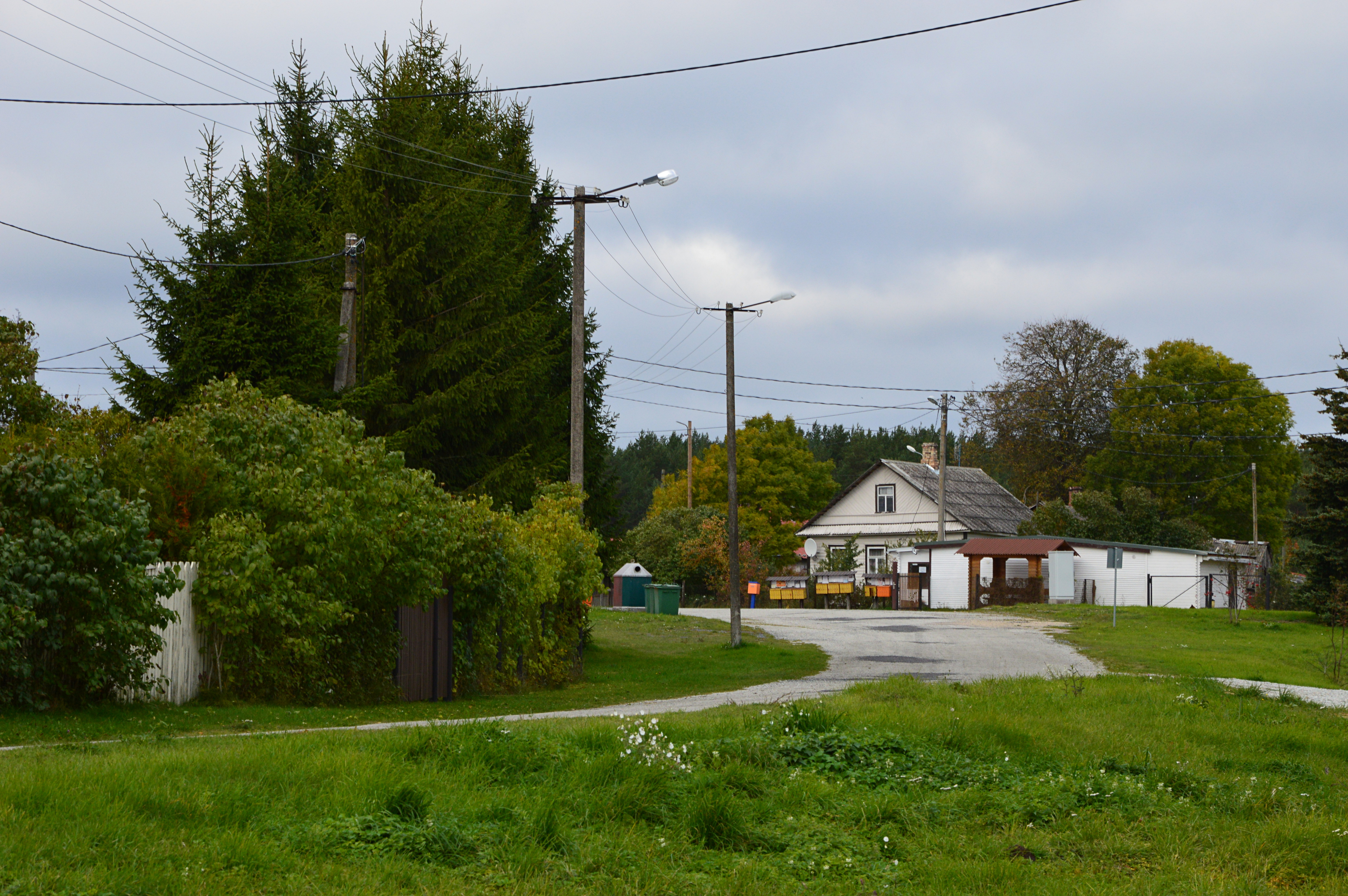
Byn Alajõe.
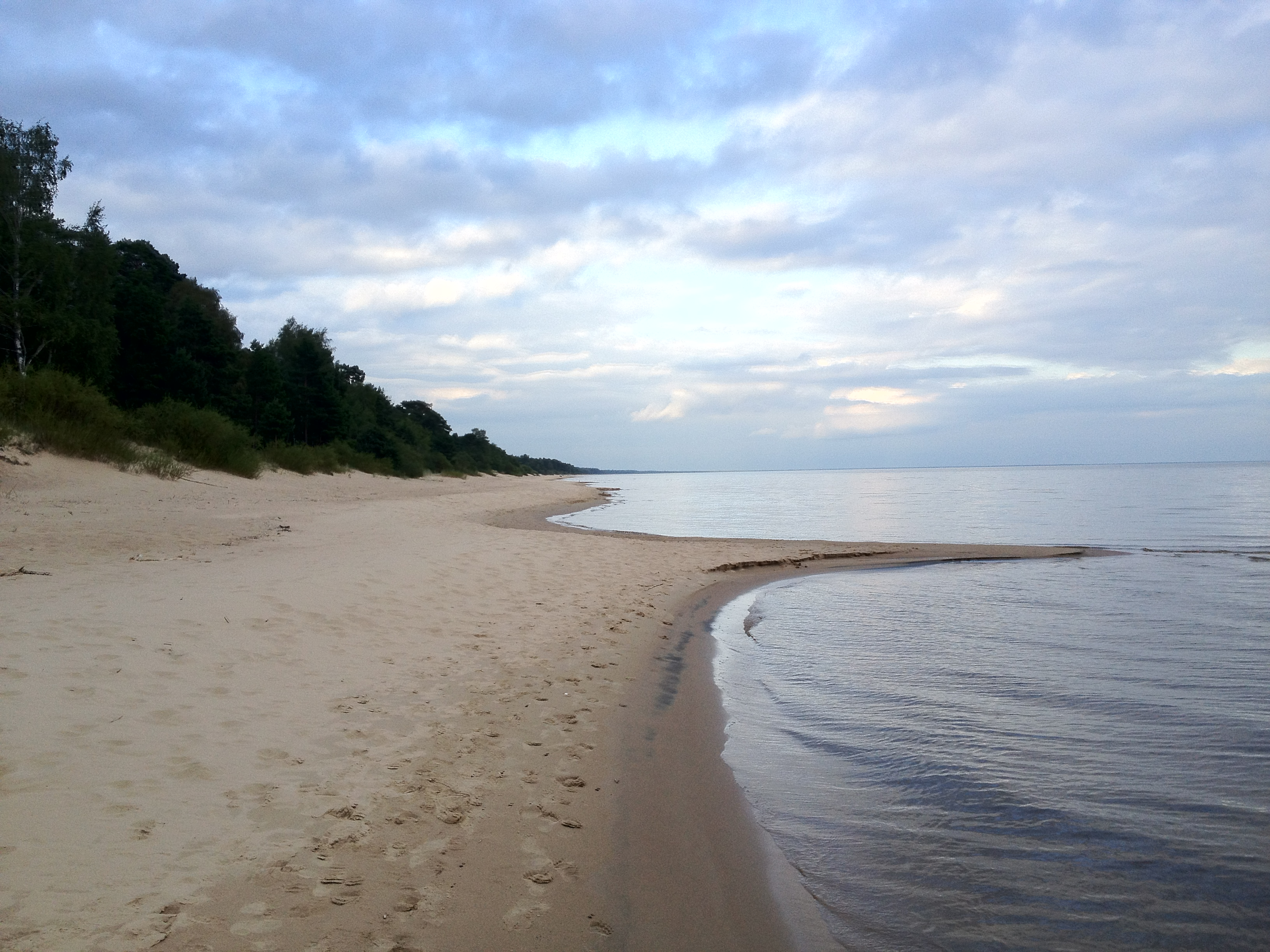
Sjön Peipus nära Karjamaa.
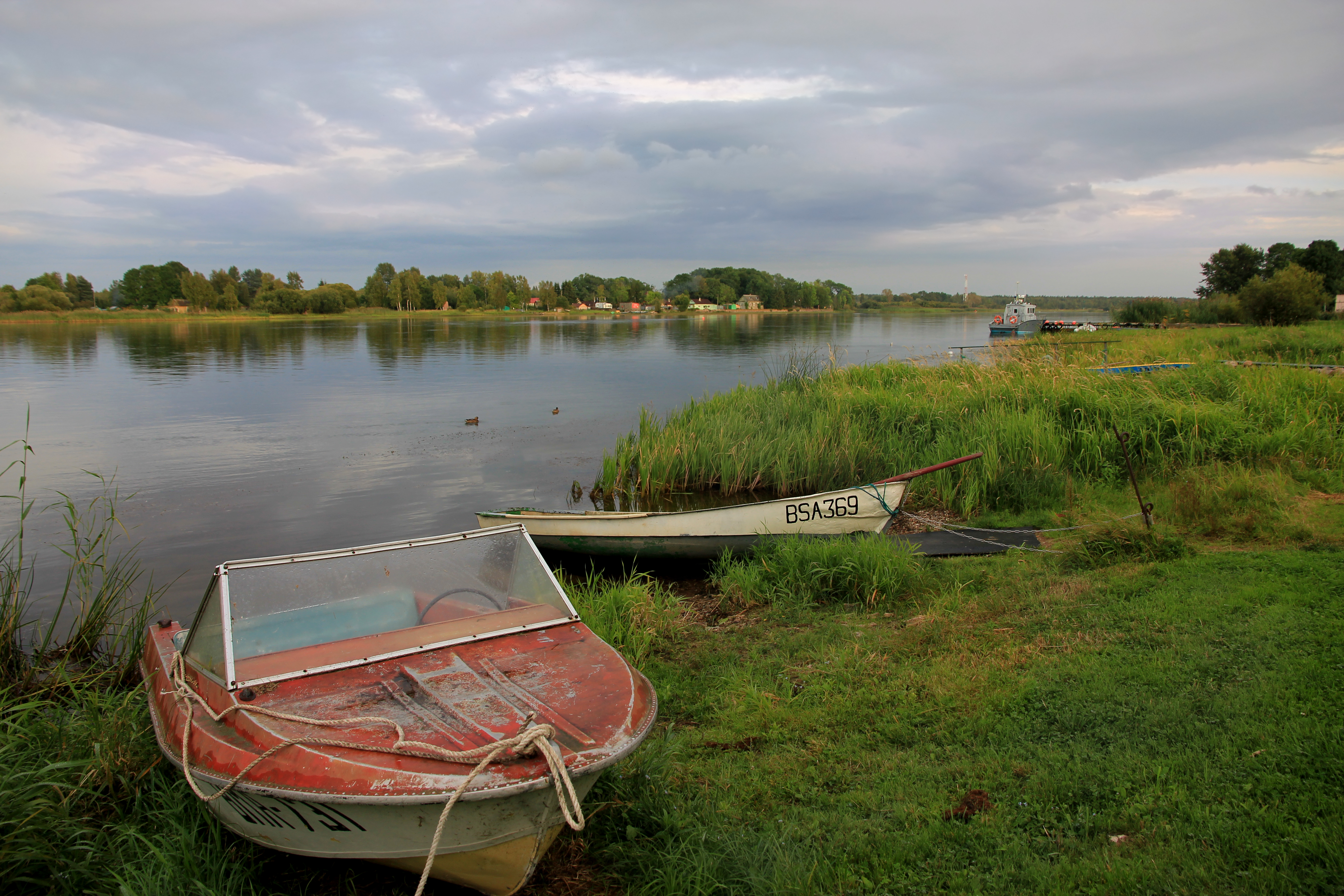
Floden Narva i Vasknarva, vid gränsen mot Ryssland.